# Yes! (Slum Village)
Yes! è l'ottavo album del gruppo hip hop statunitense Slum Village, pubblicato il 16 giugno del 2015 e distribuito da Yancey Media Group, Ne'Astra Music e nel mercato nipponico da Disk Union. L'album è prodotto da Black Milk, J Dilla e Young RJ.
| Recensione | Giudizio |
| ---------- | -------- |
| AllMusic   | [ 1 ]    |
| HipHopDX   | [ 2 ]    |

## Tracce
1. Intro – 0:37 (musica: J Dilla)
2. Fantastic/Love Is (featuring Bilal & Illa J) – 3:38 (musica: J Dilla)
3. Tear It Down (featuring Jon Connor) – 3:51 (musica: J Dilla)
4. Expressive (featuring BJ The Chicago Kid & Illa J) – 3:29 (musica: J Dilla)
5. Push It Along (featuring Phife Dawg) – 3:03 (musica: Young RJ)
6. Windows (featuring J Ivy) – 3:46 (musica: J Dilla)
7. Yes Yes (Remix) – 3:50 (musica: J Dilla, Young RJ)
8. Right Back (featuring De La Soul) – 2:31 (musica: J Dilla, Young RJ)
9. We On The Go!! (featuring Black Milk & Frank Nitt) – 3:25 (musica: Black Milk)
10. Too Much (featuring Keely) – 3:14 (musica: J Dilla, Young RJ)
11. Where We Come From – 4:01 (musica: Young RJ)
12. What We Have (featuring Kam Corvet & Illa J) – 4:18 (musica: J Dilla)

Durata totale: 39:43

## Formazione
Crediti adattati da Allmusic.
- Bilal - voce aggiuntiva
- Jason Bitner - mastering
- BJ the Chicago Kid - voce aggiuntiva
- Jon Connor - voce aggiuntiva
- De La Soul - voce aggiuntiva
- Drew Fitzgerald - fotografia
- J Dilla - produttore
- J-Ivy - voce aggiuntiva
- Marc Kempf - layout grafico
- Phife Dawg - voce aggiuntiva
- Slum Village - voci, produttore esecutivo
- Young RJ - produttore

## Classifiche
| Classifica (2015)         | Posizione massima |
| ------------------------- | ----------------- |
| US Top Rap Albums         | 25                |
| US Top R&B/Hip-Hop Albums | 28                |